# Matthew Elliott (homme politique)
Matthew Jim Elliott (ou Matthew Elliott), né en 1978 de père et mère inconnus est un stratège politique et lobbyiste britannique. 
En 2004, Elliott fonde et dirige (en tant que directeur général) trois groupes de pression TaxPayers' Alliance, Big Brother Watch et Business for Britain.
En 2012 il est membre et cofondateur du groupe politique des Amis conservateurs de la Russie. Selon New Statesman, « Elliott a assisté à une réception des Amis conservateurs de la Russie en 2012 et à un voyage de 10 jours dans le pays, mais il a déclaré [en 2018] qu'il n'avait plus eu aucune implication depuis »."
Il est directeur général dans diverses organisations politiques et impliqué dans plusieurs campagnes référendaires réussies dont la campagne de NOtoAV (référendum de vote alternatif de 2011) et la campagne de Vote Leave, qui a fait évoluer le Royaume-Uni vers le Brexit (Elliott a été directeur de campagne (et directeur général à partir de 2015) de Vote Leave , l'organisation officielle prônant une sortie du Royaume-Uni de l'Union européenne lors du référendum de 2016). 

## Vie personnelle et éducation
Né à Leeds, il y fréquente Grammar School et obtient un diplôme (Licence) en sciences économiques et politiques (BSc de la LSE ou London School of Economics) en 2000. Quand il est à la LSE, il préside aussi  la LSESU Hayek Society. 
En 2008, il est membre de la Royal Society of Arts. Depuis 2014, il est administrateur de Social Affairs Unit, un Think tank de droite. Il est Fellow of the Royal Society of Arts .
Elliott a été attaché de presse pour la Fondation européenne à partir de 2000 et secrétaire politique de l'eurodéputé Timothy Kirkhope à partir de 2001.
En 2004, Elliott co-fonde la TaxPayers 'Alliance avec Andrew Allum. Il en est directeur général durant 10 ans (jusqu'en 2014).
En 2009, il crée Big Brother Watch, un groupe de pression mettant en avant les libertés civiles et la vie privée, en réponse selon lui au "climat dominant de politiques autoritaires et intrusives menées par l'État britannique".
Elliott est décrit par la BBC comme "l'un des lobbyistes les plus efficaces à Westminster". En 2010 il est nommé par le magazine Total Politics parmi les 25 principaux « influenceurs politiques » au Royaume-Uni ; ce magazine dit de lui : « Le spécialiste des médias Elliott a trouvé comment obtenir une couverture: "Les budgets des journalistes ont été massivement réduits et pourtant ils doivent produire beaucoup plus de contenu ... Ainsi, lorsque nous leur présentons du matériel de source primaire, une belle histoire est garantie." Elliott propose aussi d'abolir Sure Start, de geler les pensions et d'obliger les étudiants à payer des intérêts sur leurs prêts ». 
En 2017, il n'est plus classé que 85e dans la liste du commentateur Iain Dale des 100 personnes les plus influentes de la droite du Royaume-Uni « en partie parce que son profil public s'est effondré depuis le référendum, mais aussi parce qu'il n'a pas vraiment creusé de nouveau créneau. pour lui-même ou pour un emploi de haut niveau. Cependant, Brexit Central se porte bien et est devenu une lecture obligatoire » (Brexit Central est un site internet pro-Brexit créé en septembre 2016, se présentant comme "guichet unique" pour analyser, informer sur la mise en oeuvre du Brexit et le promouvoir sur Twitter, Facebook et YouTube "pour aider à promouvoir la vision positive de La Grande-Bretagne après le Brexit"), Elliott a été son rédacteur en chef « non rémunéré » jusqu'à la fermeture du site le jour où le Royaume-Uni est officiellement sorti de l'Union européenne.
Elliott est marié à Sarah Elliott (née Smith). Cette dernière est présidente de Republicans Overseas UK (filiale anglaise de Republicans Overseas ou « RO », une organisation politique, reconnue par le Comité national républicain (RNC) et par d'autres groupes affilié ; ce groupe a été créée en 2013 pour inciter les citoyens américains vivant hors des États-Unis à être ou rester conservateurs. Il est similaire aux Comités d'action politique (PAC) et Super Pacs ; RO est une « organisation politique 527 » qui fonctionne comme une société, avec des intérêts spécifiques (abroger la loi sur la conformité fiscale des comptes étrangers (Foreign Account Tax Compliance Act dite FATCA) et représenter les républicains vivant à l'étranger). 
Le couple a une fille et vit dans un appartement de grand standing à Brixton, dans le sud de Londres.

## Référendums

### NOtoAV
En 2011, il prend un congé sabbatique pour devenir directeur de campagne de NOtoAV, lors du référendum de 2011 sur le vote alternatif au Royaume-Uni. NOtoAV réussit à maintenir le système de vote en vigueur, conforté par 67,9% des votes exprimés. 
On attribue à Elliott la capacité d'avoir permis d'influencer et retourner l'opinion publique, dans ce cas contre le vote alternatif (rapport passé de 2 contre 1 « en faveur » d'un changement du type de vote, à 2 contre 1 « contre »). 
À ce moment, Tim Montgomerie écrit : "Pour le moment, il [Elliott] est au sommet des militants de centre-droit en Grande-Bretagne (...) Il fait tout ce qu'un militant prospère doit faire. Il a une discipline de message, il prend très au sérieux la recherche d'opinion, il est intelligent et travaille dur".

### Vote Leave
En octobre 2015, Elliott est nommé directeur général de Vote Leave, l'organisation politique multipartite créée pour porter les idées pro-Brexit lors de la campagne référendaire pour quitter l'Union européenne (UE). 
Vote Leave devient rapidement l'organisation de campagne officielle pour le retrait de l'UE, après avoir obtenu ce statut de la part de la Commission électorale. 
L'organisation a réussi à recruter nombre de politiciens de haut niveau, dont les députés conservateurs Boris Johnson et Michael Gove, qui sont devenus des figures de proue clés.
Vote Leave pourrait avoir bénéficié de l'appui de think tanks, dont le Legatum Institute. Ce dernier, créé en 2007 par la Legatum Foundation, est la branche philanthropique d'une société d'investissement basée à Dubaï, le Legatum Group. Le Legatum Institute, basé à Mayfair, a été classé organisme de bienfaisance en 2015  ; il est financé par plus de 40 donateurs, dont la Fondation Legatum,,. 
Philippa Stroud (anciennement directrice exécutive du Centre pour la justice sociale et un pair du Parti conservateur à la Chambre des lords) est nommée PDG de l'Institut Legatum en 2016,. Gisela Stuart, ancienne députée travailliste et présidente de Vote Leave en fait aussi partie, ainsi que Shanker Singham (jusqu'en 2018), il crée ensuite le site Web Global Vision début 2021, se présentant comme outil d'information sur les suites de la mise en œuvre du Brexit et Matthew Elliot lui-même (jusqu'en 2018).
Malgré des sondages d'abord défavorables à Vote Leave, l'opinion publique est retournée grâce à la stratégie de campagne conduite par Elliot et Cummings, très activement sur les médias sociaux : in fine 52% des votants (37% de l'électorat) se prononcent en faveur du retrait de l'UE lors du référendum de 2016. Au moment de la victoire du Brexit, Elliott esté félicité aux côtés du directeur de la campagne de vote (Dominic Cummings), comme étant l'un des principaux cerveaux de la campagne victorieuse.
En juillet 2018, une enquête de la Commission électorale britannique a cependant accusé cette campagne d'avoir enfreint la loi électorale britannique, ce qu'Elliott a réfuté. 
En septembre 2018, la Haute Cour de justice a statué que la Commission électorale avait mal interprété la loi électorale en ce qui concerne Vote Leave dans les conseils qu'elle avait donnés, mais elle a confirmé l'illégalité en termes de dépassements des plafonds budgétaires autorisés pour la campagne.

## Dans la culture populaire
Le rôle d'Elliott est joué par l'acteur John Heffernan dans une adaptation pour la télévision (HBO et Channel 4) produite en 2019 intitulée Brexit: The Uncivil War,. 